# Эскин, Александр Моисеевич
Александр Моисеевич Эскин (9 апреля 1901, Москва — 8 февраля 1985, Москва) — советский театральный деятель, основатель и первый директор Центрального Дома актёра (ЦДА). Заслуженный работник культуры РСФСР (1967). Кавалер ордена «Знак Почета» (1976).

## Биография
Родился в 1901 году в еврейской семье. Отец, Моисей Захарович Эскин, был дантистом. С юности серьёзно увлекался театром. Ещё студентом, устраивал вечера, на которые умел пригласить так, чтобы на них пришли большие деятели культуры, такие как Евгений Вахтангов и Анатолий Луначарский.
В 1920 году, во время учёбы на медицинском факультете МГУ (1919—1922), создал 1-й московский студенческий музыкально-вокально-драматический кружок «Гаудеамус». В середине 1920-х годов занимался организацией лекций наркома просвещения А. В. Луначарского, в 1925—1928 годах — организацией гастролей МХАТа и Театра Всеволода Мейерхольда в Тифлисе, в 1930-х годах был администратором нескольких московских театров.

С осени 1936 года — директор-распорядитель Дома актёра (Москва, впоследствии Дом актёра имени А. А. Яблочкиной), который он открыл 14 февраля 1937 года и бессменно руководил им до конца жизни. Он сумел создать там совершенно особую творческую и доброжелательную атмосферу, о чём через много лет рассказывала его дочь Маргарита Александровна Эскина, заменившая отца в его должности и продолжившая его работу:
Это место, обладающее совершенно особой атмосферой — атмосферой свободы, единства, доброты, тепла, любви. Это вот такой островок, куда приходят люди, то место, с которым они никак не связаны никакой ни административной, ни коммерческой связью, что тоже очень важно, и где они могут быть абсолютно раскованны в своей среде. Как это получилось? Я всегда думаю: почему вдруг это осталось? Ну, во-первых, это задумывалось людьми замечательными, скажем, Яблочкиной — человеком святым с точки зрения какой-то нравственности. Всё, что она делала, было, может быть, наивно и смешно, но делалось, исходя из каких-то таких прекраснодушных, так сказать, мыслей. Так был создан Дом актёра. Это ещё и потому, что вот так сложилось, что почти 50 лет был мой папа, ничего не менялось, а это тоже ведь наложило свой отпечаток, притом что он был беспартийный, без образования еврей, он почти 50 лет руководил Домом актёра.
В 1941 году у него умирает жена, оставив Эскину двух дочерей.
Автор мемуаров «В нашем доме» (Москва: ВТО, 1973 и 1980), составитель сборника статей и воспоминаний о И. Н. Берсеневе (Москва: ВТО, 1961). Заслуженный работник культуры РСФСР (1967).
Дочь — директор Центрального Дома актёра в 1987—2009 годах Маргарита Александровна Эскина.
Похоронен на Новом Донском кладбище в Москве.

## Галерея
- С дочерьми Маргаритой и Зиной (1947) Архивная копия от 9 мая 2013 на Wayback Machine
- С дочерью Маргаритой (1939) Архивная копия от 9 мая 2013 на Wayback Machine
- С дочерьми (1949) Архивная копия от 9 мая 2013 на Wayback Machine